# Трауттмансдорф, Фердинанд фон
О его современном потомке см. Трауттмансдорфф, Фердинанд
Граф, позднее князь Фердинанд фон Траутманнсдорф-Вейнсберг (1749—1827) — австрийский государственный деятель из рода Траутмансдорфов.
Был послом от чешского королевства на Регенсбургском сейме, в 1785 г. был отправлен к курфюрсту майнцскому, при дворе которого успешно боролся против прусской дипломатии.
В 1787 г. Иосиф II поручил Траутманнсдорфу управление Бельгией, в которой происходило сильное брожение умов. Испытав, без успеха, и меры примирительные (амнистия, отсрочка введения некоторых реформ и т. п.), и меры строгости, получив от штатов Брабанта и Геннегау отказ в уплате налогов, Траутманнсдорф посоветовал императору изменить управление Бельгии в духе централистском и бюрократическом, выборы третьего сословия производить на других основаниях и образовать новый совет в Брабанте, распустив старый (1789 г.). Бельгийцы признали это нарушением конституции и взялись за оружие.
В декабре 1789 г. Траутманнсдорф бежал из Брюсселя и поселился в Чехии, где издал в оправдание своих действий брошюры: «Notes que le comte de Trautmannsdorf a remis an cabinet de Vienne pour sa justification» (1791) и «Fragments pour servir a l’histoire des événements qui se sont passés aux Pays-bas depuis la fin de 1787 jusqu’en 1789» (Амстердам, 1792). В феврале 1793 г. он снова занял важный пост в управлении Бельгией, но после битвы при Флерюсе (26 июня 1794 г.) должен был покинуть свою должность.
В 1801 г. временно исполнял обязанности канцлера и руководил внешней политикой Австрии.